# Отвергнутая женщина
«Отвергнутая женщина» (англ. The Rejected Woman) — немой американский драматический фильм 1924 года режиссёра Альберта Паркера, снятый по сценарию Джона Линча. Главные роли в фильме исполнили Альма Рубенс, Конрад Найджел и Бела Лугоши в роли Жана Ганьона. Фильм был снят компанией Distinctive Pictures и распространен Goldwyn-Cosmopolitan Distributing Corporation. Плёнка с фильмом «Отвергнутая женщина» хранится в музее Джорджа Истмена.

## Сюжет
Джон Лесли (Конрад Найджел) — богатый житель Нью-Йорка, ведущий беззаботную жизнь. Пилотируя свой самолет в Канаде, в поисках убежища от шторма он встречает Диану Дю През (Альма Рубенс). Они влюбляются друг в друга, к огорчению местного жениха Дианы Жана Ганьона (Бела Лугоши). Узнав о смерти отца, Джон вынужден вернуться в Нью-Йорк. Отец Дианы (Джордж Маккуорри) сердится на неё за то, что она скандально проводит время наедине с Джоном. Он отправляет её к тете в Нью-Йорк.
Когда Диана приезжает в Нью-Йорк, они с Джоном Лесли начинают встречаться. Друзья Лесли возмущены их отношениями, поскольку Диана бедна, неряшливо одета и безыскусна. Не зная Джона, его бизнес-менеджер Джеймс Данбар (Уиндэм Стэндинг) предлагает Диане финансовую помощь, чтобы она могла купить одежду и пройти соответствующее обучение, чтобы вписаться в круг друзей Джона из высшего общества. Отец Дианы Сэмюэл пытается отговорить Диану от принятия предложения, но она пренебрегает советом отца, поскольку убеждена, что Джон никогда не полюбит её, если она не станет хорошо одетой и утонченной.
Вскоре после этого Джон и Диана женятся. После того как Джон узнает о договоренности Дианы с его бизнес-менеджером, он приходит в ярость, и супруги ссорятся. В конце концов пара примиряется, поняв, что их любовь сильнее разногласий.

## В ролях
| Актёр                | Роль            |
| -------------------- | --------------- |
| Альма Рубенс         | Диана Дю През   |
| Конрад Найджел       | Джон Лесли      |
| Джордж Маккуорри     | Самуэль Дю През |
| Уиндэм Стэндинг      | Джеймс Данбар   |
| Бела Лугоши          | Жан Ганьон      |
| Фредерик Бертон      | Лейтон Картер   |
| Тони Д'Алджи         | Крейг Бернетт   |
| Чарльз О́бри Смит     | Питер Лесли     |
| Джульетт Ла Вайолетт | Тетя Роза       |
| Леонора Хьюз         | адмирал Невинс  |

## Производство
К началу декабря 1923 года Distinctive Pictures подписала контракт с Лугоши на важную роль второго плана, он должен был сыграть в фильме Джона Линча «Кровь и золото». Пресса называла Лугоши «венгерским Бэрримором», «выдающимся европейским актёром», который «снимался во многих иностранных фильмах и в фильме Фокса „Бесшумная команда“ (1923)». На роли в фильм «Кровь и золото» были приглашены Конрад Найджел, который позже ещё появится вместе с Лугоши в фильме «Тринадцатый стул» (1929) и Альма Рубенс, которая в наше время известна скорее свой наркотической зависимостью и трагической смертью, чем актёрскими работами. Она заменила Джетту Гудал, которая первоначально была заявлена как исполнительница главной роли в фильме. В качестве режиссера Distinctive наняла Альберта Паркера, который ранее снял фильмы «Дом с привидениями» (1917) и «Шерлок Холмс» (1922).
Съёмки фильма начались в конце 1923 года и заняли пять месяцев. Снимали в декорациях студии Distinctive в Бронксе, в нью-йоркском отеле Ambassador, ресторане Sherry's, и на французском океанском лайнере «Париж». 27 декабря съёмочная группа отправилась в Тремблинг Маунтин недалеко от Квебека, Канада. В одной из газетных статей сообщалось, что Лугоши и ещё один член съёмочной группы попали в небольшую аварию во время съёмок в снегу, провалившись под лед.
В определенный момент в начале марта 1924 года Distinctive изменила название фильма на «Отвергнутая женщина». Компания утвердила окончательную версию фильма к середине апреля 1924 года.

## Релиз

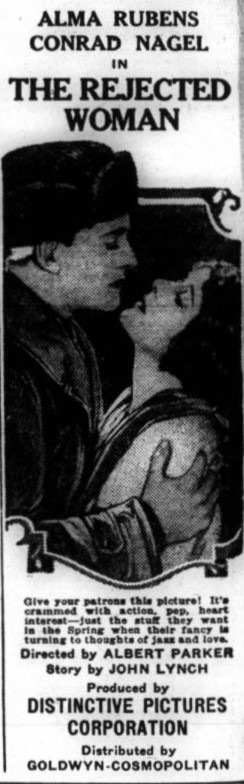
Реклама фильма на 28 странице журнала Variety от 26 мая 1924 года.

Предпремьерный показ состоялся 17 апреля в отеле «Астор» в Нью-Йорке. Компания Goldwyn-Cosmopolitan Distributing Corporation согласилась распространять фильм, премьера состоялась в нью-йоркском Капитолии в мае 1924 года.
В настоящее время плёнка с фильмом хранится в музее Джорджа Истмена.

## Критика
После премьеры фильма, критик из Exhibitors Herald написал, что сюжет фильма «можно считать логичным только при большом напряжении воображения».
Местные критики по-разному отреагировали на фильм, назвав его «абсурдным» (Evening World), «нелепым» (Herald-Tribune) и «захватывающим» (Telegram). Отзывы были более последовательными, когда речь шла о похвале актёров и зимних сцен, снятых в Канаде. Газета Capitol назвала картину «недостаточно сильной».
Издания, специализирующиеся на кино, писали более комплиментарную критику. Журнал Moving Picture World написал, что это «сильная драматическая история», по мнению критика фильм должен понравиться любому типу зрителей и «стать отличным кассовым аттракционом», также он похвалил актёрские работы, то как фильм снят и «мужественный сюжет». Harrison's Reports написал, что это «неплохая картина», которая «довольно интересна от начала до конца». Exhibitors Trade Review похвалил различные аспекты фильма, включая декорации, «светскую» атмосферу фильма, операторскую работу в заключении написал, что кино «должно понравиться девяти из десяти кинозрителей». Критик из Сент-Луиса осудил в «Отвергнутой женщине» всё, за то, что она слишком «стандартна для кино». В отличие от этого, владелец кинотеатра в маленьком городке Саутингтон, штат Коннектикут, сказал: «Наши зрители только хвалили фильм. Лично я считаю, что это одна из лучших картин года». А менеджер кинотеатра в Иллинойсе назвал фильм «денди», в котором было «почти всё… что нужно киноману».
Биографы Белы Лугоши Гэри Д. Родс и Билл Каффенбергер считают, что несмотря на мелодраматический и порой нелогичный сюжет, «Отвергнутая женщина» имеет свои достоинства. «Съёмки на натуре впечатляют, а темп развития сюжета эффективен», Рубенс по их мнению играет вполне сдержанно. А Лугоши удалось хорошо передать чувства отвергнутого возлюбленного: «Когда он видит Диану и Джона вместе через окно хижины, его тонкое выражение лица демонстрирует правдоподобную боль от потерянной любви».